# Baraque no 1
Pour plus de détails, voir Fiche technique et Distribution.
Baraque n° 1 est un film belge réalisé par Émile-Georges De Meyst, sorti en 1945.

## Synopsis
Victimes de dénonciations faites à la Gestapo, des résistants belges sont arrêtés et internés dans un camp de prisonniers. Certains d'entre eux occupent la « baraque n° 1 ».  

## Fiche technique
- Titre français : Baraque n° 1
- Titre flamand : Barak 1
- Réalisation : Émile-Georges De Meyst
- Scénario et dialogues : Joris Diels et Robert Lussac
- Photographie : Maurice Delattre
- Son : René Aubinet
- Montage : Jef Bruyninckx
- Musique : Robert Pottier
- Production : Probeldis
- Pays d'origine :  Belgique
- Genre : Guerre
- Durée : 92 minutes
- Date de sortie : 17 août 1945

## Distribution
- Marcel Berteau
- Simone Poncin
- Jos Gevers
- René Herdé
- Robert Lussac
- Jet Naessens
- André Gevrey
- Jules Ghaye
- Jean Nergal
- Édouard Bréville
- Lucien Charbonnier
- Bréval
- Viviane Chantel
- Marguerite Daulboys
- Jules De Neumostier
- Billy Pitt
- Werner Degan
- Émile Deluc
- Van den Branden
- André Guise